# 1582
- Wikisource

| Calendário gregoriano                                                        | 1582 MDLXXXII                                        |
| Ab urbe condita                                                              | 2335                                                 |
| Calendário arménio                                                           | 1031 – 1032                                          |
| Calendário bahá'í                                                            | -262 – -261                                          |
| Calendário budista                                                           | 2126                                                 |
| Calendário chinês                                                            | 4278 – 4279 Início a 24 de janeiro (aproximadamente) |
| Calendário copta                                                             | 1298 – 1299                                          |
| Calendário etíope                                                            | 1574 – 1575                                          |
| Calendários hindus - Vikram Samvat - Calendário nacional indiano - Cáli Iuga | 1637 – 1638 1503 – 1504 4682 – 4683                  |
| Calendário Holoceno                                                          | 11582                                                |
| Calendário islâmico                                                          | 990 – 991                                            |
| Calendário judaico                                                           | 5342 – 5343                                          |
| Calendário persa                                                             | 960 – 961                                            |
| Calendário rúnico                                                            | 1832                                                 |
| Calendário solar tailandês                                                   | 2125                                                 |

1582 (MDLXXXII, na numeração romana) foi o Ano da Reforma em que entrou em vigor o calendário perpétuo conhecido como calendário gregoriano, porque aprovado pelo papa Gregório XIII, através da bula Inter gravissimas, com o duplo objectivo de (1) corrigir o desfasamento do calendário juliano em relação à data inicial do equinócio da primavera e (2) corrigir o cálculo da Páscoa do calendário litúrgico católico, adoptado ao longo da Idade Média. Esta reforma do calendário tinha consequências (1) no calendário civil e (2) no calendário religioso da liturgia católica, mas foram aquelas que mais se destacaram pela anulação de 10 dias, no mês de outubro, a seguir ao dia 4 de outubro, embora não seja a única novidade. Assim o ano de 1582, que seria, normalmente, um ano comum no calendário juliano, com 365 dias, com a letra dominical G, e que teve início numa segunda-feira, foi em Portugal um ano menor ou incompleto, com apenas 355 dias e, para não interromper a sequência dos dias da semana, com duas  letras dominicais — a letra dominical G até ao dia 4 de outubro (quinta-feira), inclusive, e a letra dominical C a partir do dia 15 de outubro (sexta-feira), inclusive, e assim terminou numa sexta-feira.
A correcção fez-se em Portugal na data proposta pelo papa Gregório XIII em virtude da lei de Filipe I de Portugal, assinada em Lisboa, a 20 de setembro do mesmo ano, e nos outros reinos de Filipe, através de lei semelhante, tornando-se assim uma reforma do calendário com repercussão à escala mundial através da presença de portugueses e espanhóis em territórios em África, na Ásia e na América. Ao longo dos meses, anos e séculos seguintes seria adoptado nos países católicos e depois nos protestantes, e tornar-se-ia progressivamente o calendário universal actualmente em vigor nas relações oficiais entre todos os países.
| Ano completo                                             |
| -------------------------------------------------------- |
| Ano comum incompleto da reforma do Calendário Gregoriano |

## Eventos

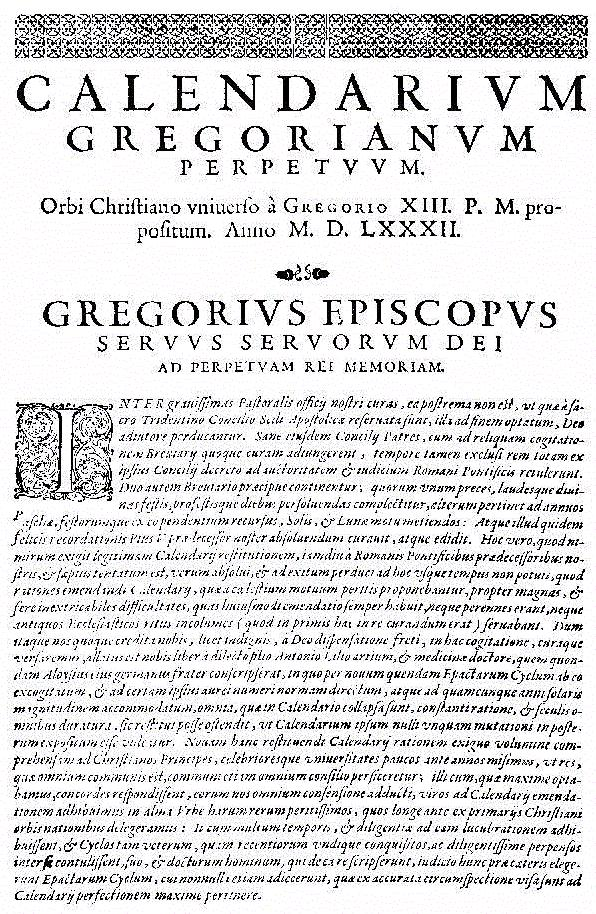
Rosto da bula papal de Gregório XII que estabeleceu o calendário gregoriano

## Janeiro
- 15 de janeiro — A Rússia cede a Livónia e a Estónia à Polónia.

## Fevereiro
- 13 de fevereiro — Ciprião de Figueiredo manda a partir da ilha Terceira, a Filipe II de Espanha, Filipe I de Portugal, a sua famosa carta onde se lê a frase que passou a ser a divisa dos Açores: Antes morrer livres que em paz sujeitos.
- 24 de fevereiro — O Papa Gregório XIII assina a bula Inter gravissimas que determinava a correcção do calendário juliano quer em relação à data do equinócio da primavera quer em relação à data da Lua Cheia que serve de base ao cálculo litúrgico da Páscoa. As emendas do calendário dão origem ao que chamamos calendário gregoriano, se quisermos referir o papa que o aprovou ou calendário liliano, se quisermos referir o matemático Luigi Giglio que elaborou as principais bases dessa reforma.

## Maio
- 23 de maio — Combate naval entre as forças de Filipe II de Espanha e uma armada de D. António Prior do Crato, frente à cidade de Ponta Delgada, Açores.

## Junho
- 15 de junho — Confirmação da doação da capitania da ilha do Faial e da ilha do Pico a Jerónimo de Utra Corte Real.
- 21 de junho — Incidente de Honno-ji. Oda Nobunaga é forçado por seu general, Akechi Mitsuhide, a cometer seppuku.
- 27 de junho — Mercê da capitania de Angra, ilha Terceira, a D. Cristovão de Moura.

## Julho
- 1 de julho — Doação das capitanias da Praia, na ilha Terceira, e ilha de São Jorge a D. Cristovão de Moura.
- 7 de julho — Confirmação da doação das alcaidarias da Fortaleza de São João Baptista, ilha Terceira, e ilha de São Jorge a D. Cristovão de Moura.
- 21 de julho — Traição de Akechi Mitsuhide à Oda Nobunaga, no templo de Honnoji,em Kyoto, Japão

## Setembro
- 20 de setembro — Filipe I de Portugal assina em Lisboa a lei[3] que ordena a aplicação oficial do calendário universal na data determinada pelo papa Gregório XIII pela bula Inter gravissimas.

## Outubro
- 4 de outubro — Último dia do calendário juliano  na Península Ibérica, Itália e Polónia. Outros países fazem a alteração em datas posteriores.
- 15 de outubro — Primeiro dia do novo calendário gregoriano (oficialmente os dias de 5 a 14 de outubro não existiram) na Península Ibérica[4], Itália e Polónia, e o calendário universal actualmente em vigor nas relações oficiais entre todos os países.

## Dezembro
- 20 de dezembro — Primeiro dia do novo calendário gregoriano em França, a Lorena e vale do Mississippi (atualmente nos Estados Unidos), depois da supressão de 10 dias a seguir ao dia 9 de dezembro.
- 25 de dezembro — Primeiro dia do novo calendário gregoriano no Luxemburgo, depois da supressão de 10 dias a seguir ao dia 14 de dezembro.
- 28 de dezembro — Primeiro dia do novo calendário gregoriano nas províncias de Brabante e Zelândia dos Países Baixos, depois da supressão de 10 dias a seguir ao dia 17 de dezembro.
- 31 de dezembro — Primeiro dia do novo calendário gregoriano nos territórios de Limburgo e províncias do sul da Bélgica, depois da supressão de 10 dias a seguir ao dia 20 de dezembro.

## Mortes
- 8 de julho — Lucas Lossius, humanista, teólogo luterano, reformador, pedagogo e hinógrafo alemão (n. 1508).
- 4 de outubro — Santa Teresa de Ávila (n. em 28 de março de 1515), na véspera da reforma do calendário gregoriano.

## Epacta e idade da Lua
- antes da reforma do calendário, até 4 de outubro

| Epacta       | 6       |
| Idade da Lua | Letra f |

- depois da reforma do calendário, a partir de 15 de outubro

| Epacta gregoriana | 26      |
| Idade da Lua      | Letra G |